# Inga boliviana
Inga boliviana är en ärtväxtart som beskrevs av Nathaniel Lord Britton. Inga boliviana ingår i släktet Inga och familjen ärtväxter. Inga underarter finns listade i Catalogue of Life.